# Anemia por deficiência de ferro
Anemia por deficiência de ferro é um tipo de anemia causado pela deficiência de ferro. Uma anemia é a diminuição do número de glóbulos vermelhos ou da quantidade de hemoglobina no sangue. Quando é de aparecimento lento, os sintomas são geralmente vagos, incluindo fadiga, cansaço, falta de ar ou falta de capacidade para realizar exercício físico. A anemia de aparecimento súbito geralmente manifesta sintomas mais pronunciados, como estado de confusão, sensação de desmaio e aumento da sede. A pessoa só começa a ficar pálida quando a anemia já é significativa. Em crianças, podem ocorrer atrasos no crescimento e desenvolvimento. Pode haver outros sintomas, dependendo da causa subjacente.
A anemia por deficiência de ferro pode ser causada por ingestão insuficiente de ferro na dieta, hemorragias ou má absorção do ferro a partir dos alimentos. Entre as causas de hemorragias estão menstruações abundantes, parto, fibromioma do útero, úlceras no estômago, cancro do cólon e hemorragias urinárias. A má absorção de ferro pode ocorrer como resultado da doença de Crohn ou de um bypass gástrico. Nos países em vias de desenvolvimento, os vermes parasitas, a malária e o VIH/SIDA aumentam o risco de anemia. O diagnóstico é geralmente confirmado com análises ao sangue.
A prevenção consiste numa dieta rica em ferro ou na administração de suplementos alimentares de ferro nos grupos de risco. O tratamento depende do mecanismo subjacente, mas geralmente consiste em alterações na dieta para incluir alimentos ricos em ferro, medicação ou cirurgia. Podem ser recomendados suplementos de ferro e vitamina C. Os casos mais graves podem ser tratados com transfusões de sangue ou injeções de ferro.
A anemia por deficiência de ferro afetava cerca de 1,48 mil milhões de pessoas em 2015. Estima-se que metade dos casos em todo o mundo sejam causados por insuficiência de ferro na dieta. A doença afeta com maior frequência mulheres e crianças. Em 2015, a anemia por deficiência de ferro foi a causa de 54 000 mortes, uma diminuição em relação às 213 000 em 1990.

## Formação da hemoglobina
O principal local de absorção do ferro é no duodeno e jejuno. Depois de absorvido, o ferro se liga à transferrina (proteína que transporta o ferro). Esse ferro é levado à medula óssea, onde precursores eritroides captam o ferro para formar a hemoglobina. Os precursores eritroides amadurecem, tornando-se hemácias jovens. Como uma hemácia dura em média 120 dias, após a destruição destas hemácias velhas, o ferro é reaproveitado para compor a hemoglobina de novas hemácias.
2/3 do ferro necessário para a produção de hemoglobina vem da degradação do eritrócito (hemácia) envelhecido, enquanto que apenas 1/3 deste vem de alimentos ricos em ferro. Ao ser ingerido, ele está no estado férrico (Fe3+) mas para ser absorvido tem que estar no estado ferroso (Fe2+). Contribuem para esta transformação redutores gástricos, pH gástrico e a vitamina C.

## Causas
Existem muitas possíveis causas:
- Dieta pobre em ferro: pessoas que ingerem pouco alimentos ricos em ferro, podem desenvolver este tipo de anemia. Dentre os alimentos ricos em ferro estão a carne vermelha, lentilha, feijão, carne branca e a salada verde.
- Parasitas: Como malária, ascaridíase, ancilostomíase e tricuríase.[15]
- Má absorção: por exemplo, a anemia causada por esteatorreia, um trânsito intestinal excessivamente rápido.
- Hemorragias: entre os casos de sangramento que podem gerar uma anemia ferropriva estão: sangramento gastrointestinal, acidentes traumáticos, cirurgia, parto, além de um sangramento menstrual intenso.
- Hematúria: Perda de sangue na urina.
- Outras doenças: úlceras, câncer, hemorroidas.

A causa mais comum de anemia ferropriva em adulto é sangramento gastrointestinal.

## Sinais e sintomas
É caracterizada por:
- Fadiga extrema
- Fraqueza
- Falta de ar
- Dor no peito
- Infecções frequentes
- Dor de cabeça
- Tonturas ou vertigens
- Mãos e pés frios
- Palidez
- Inflamação ou dor na língua
- Batimento cardíaco acelerado
- Desejos incomuns para substâncias não-nutritivas, como gelo, terra ou grama
- Falta de apetite
- Crescimento comprometido (em crianças)

Em estado mais avançado podem-se verificar dores de cabeça latejantes semelhantes às de uma enxaqueca. Como é uma doença que se desenvolve lentamente, pode passar despercebida por muitos meses.
Afecta também o crescimento e o desenvolvimento físico e mental das crianças, acarretando sonolência, desatenção e diminuição da capacidade cognitiva, o que leva ao comprometimento do rendimento escolar.

## Diagnóstico

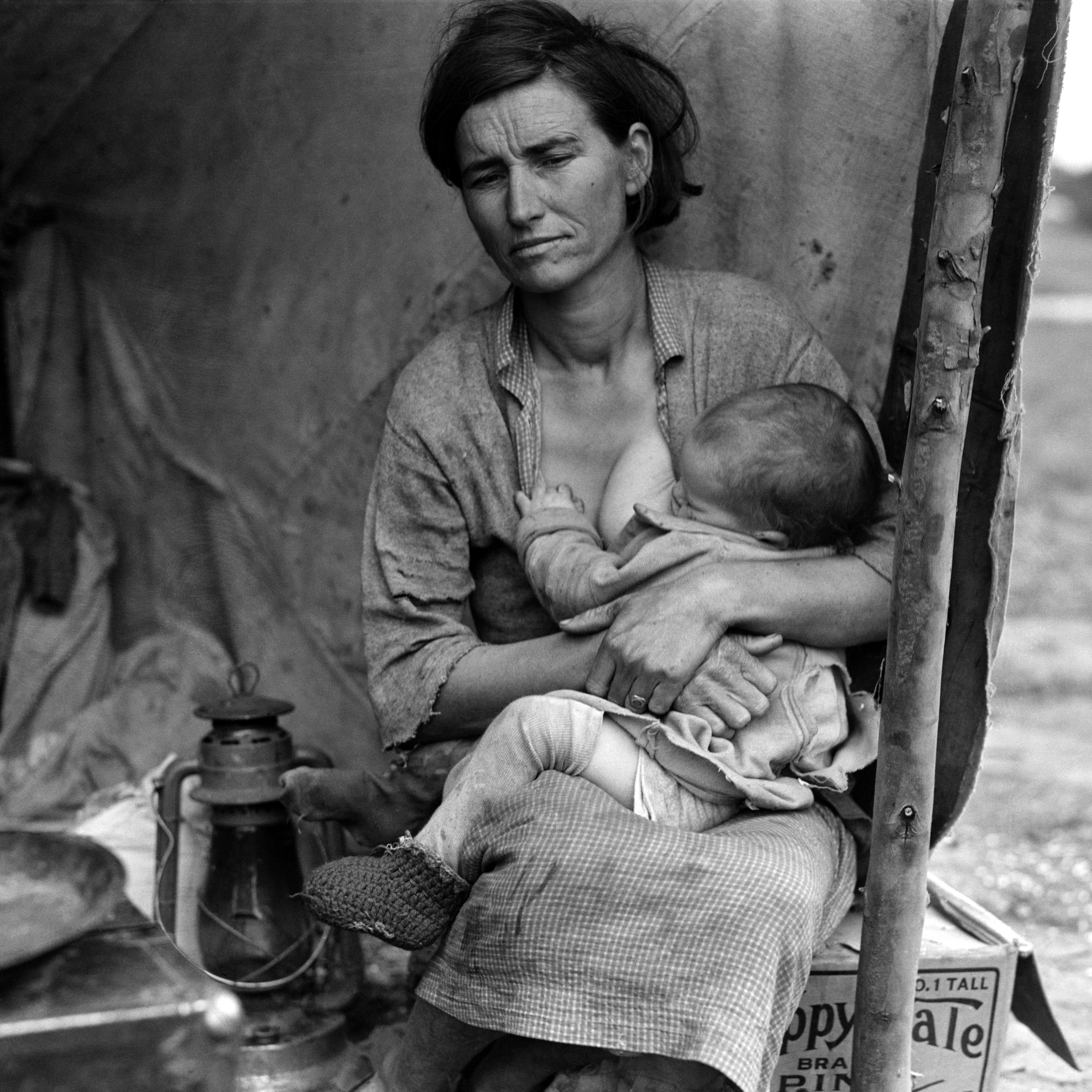
Atinge principalmente grávidas e crianças menores de 5 anos.

- Níveis de Hemoglobina e Hematócrito: O valor baixo da hemoglobina e do hematócrito de uma pessoa diz que ela tem anemia, mas não pode elucidar qual tipo de anemia.
- Hemograma completo:  dirá se a anemia é microcítica (possui VCM abaixo do normal).
- Ferremia (dosar ferro no sangue): dosagens baixas de ferro podem indicar uma anemia ferropriva. O ferro também diminui em casos de doenças crônicas, neoplasias, entre outras.
- Dosagem de transferrina: apresenta-se em quantidade aumentada na anemia ferropriva.
- Ferritina: proteína achada principalmente no fígado, armazena íons de ferro. Quando não tem ferro armazenado, essa proteína é chamada apoferritina. Sua dosagem indica a quantidade de ferro armazenado.
- TIBC: Capacidade de ligação de ferro total (TIBC) está aumentado para compensar a deficiência.
- Aspirado de medula óssea: é muito invasivo para ser usado normalmente por isso não é muito utilizado. Quando usado, avalia-se a presença de ferro usando-se corante especial para ferro, o corante azul da Prússia. Ao observar-se os macrófagos na medula, observa-se a presença de ferro. Utilizado para diagnóstico diferencial de anemia sideroblástica.

## Tratamento
O tratamento tem por base a eliminação da causa que provoca a anemia: gastrites, parasitas, hemorragias, etc. E uso de sais de ferro, pela via de administração oral. Basicamente, 200 a 300 mg de ferro, reduz a anemia em poucas semanas. São utilizados os sais ferrosos: sulfato, gluconato, fumarato ou succinato. Caso ocorram náuseas e outros desconfortos gastrintestinais a dose é reduzida de acordo com critério médico. O tratamento total dura de 4 a 6 meses e pode ser feita a dosagem de hemoglobina até normalização do hemograma.
Em casos graves, pode ser utilizado como tratamento a injeção de ferro pela via muscular ou intravenosa, sendo utilizado as formas ferro-dextran ou sorbitol-citrato-ferro.

## Epidemiologia

A anemia é especialmente problemática na África e sudeste asiático. Felizmente está diminuindo rapidamente na América do Sul.

Segundo o ministério da saúde brasileiro, em 2006 no Brasil a região Nordeste apresentava a maior prevalência de anemias, chegando a atingir uma em cada quatro crianças (25,5%), e a Norte tinha a menor prevalência, atingindo uma em cada dez crianças (10,4%). Em todo o país a prevalência de anemia em crianças era de 20,9% e de 29,4% em mulheres, sendo mais comum entre os menores de dois anos (24,1%).
Entre gestantes brasileiras, na década de 70 a anemia ferropriva chegava a 38%, diminuindo para 33,7% na década de 80, 29,2% na década de 90 e 21,4% nos anos 2000. Quase todos estudos mostraram ser mais frequente nos últimos meses de gravidez, quando chegava a 53% e impactava na saúde da criança. Em 2004 o governo brasileiro, através da Resolução RDC nº 344 determinou a adição obrigatória de 4,2mg de ferro e de 150µg de ácido fólico em cada pacote de farinha de trigo e farinha de milho produzida no país. Dessa forma, a anemia entre grávidas diminuiu de 14,3% para 8,1%. Essa estratégia foi reforçada e melhor monitorada em 2009 e também é implantada em outros países como Argentina e Peru.
Atualmente, no mundo, a anemia ferropriva ainda afeta cerca de 8,8% da população, sendo mais comum em mulheres e crianças pobres e frequentemente associada a doenças parasitárias infecciosas.